# Saint-Antoine-de-Tilly
Saint-Antoine-de-Tilly är en kommun i provinsen Québec i Kanada. Den ligger i regionen Chaudière-Appalaches, i den sydöstra delen av landet, 300 km öster om huvudstaden Ottawa.